# コモンウェルス・エンジニアリング
コモンウェルス・エンジニアリング（英: Commonwealth Engineering）は、かつて存在したオーストラリアの鉄道車両製造メーカー。略称はコメンジ（Comeng）。

## 歴史
1921年、ニューサウスウェールズ州・シドニーのキャンパーダウンで自動車・バスの車体製造メーカー「スミス＆ワディントン」として創業。世界恐慌の後、「ワディントン・ボディ・ワークス」と変更し、工場をグランヴィルに移転した。第二次世界大戦中は、グランヴィルの工場で軍事資材を製造するためオーストラリア政府の管理下に置かれる。1946年に、オーストラリア政府はワディントン・ボディ・ワークスの支配権を獲得し、社名を「コモンウェルス・エンジニアリング」に変更した。
1949年にクィーンズランド州・ロックリー、1952年に西オーストラリア州・バッセンディーン、1954年にビクトリア州・ダンデノングに工場を設立。1957年6月に、オーストラリア政府が同社の株式を売却し、純民間企業となる。同年、ユニオン・キャリッジ・アンド・ワゴンの設立に出資。
1982年11月に、オーストラリアン・ナショナル・インダストリーズの子会社となる。
1989年にグランヴィル工場を閉鎖し、1990年にダンデノング工場をABBグループへ、バッセンディーン工場をUGLレールへ売却を以て、コモンウェルス・エンジニアリングは事業を終了した。

## 製品

### バス

#### オーストラリア首都特別地域
- キャンベラ・バス・サービス w:AEC Reliance 470s
- キャンベラ・バス・サービス w:AEC Swift 505s

#### ニューサウスウェールズ州
- レイランド・バス OPSU1/1s
- AEC Regal IVs

#### ビクトリア州
- AEC Regal IIIs

### 西オーストラリア州
- レイランド OPSU1/1s

### ディーゼル機関車

#### ニューサウスウェールズ州
- w:BHP Port Kembla D1 class diesel locomotives
- 442 class diesel locomotives
- 70 class diesel hydraulic locomotives
- 80 class diesel electric locomotives
- XPT専用機関車

#### 西オーストラリア州
- w:Westrail N class
- Alco 636（Hamersley Iron）
- Alco 636（Mount Newman Mining）
- Alco 636（Robe River Mining）

### 電気機関車

#### ニューサウスウェールズ州
- 85形
- 86形

### 気動車

#### ニューサウスウェールズ州
- 1100形「Budd」

#### クィーンズランド州
- 1800形
- 1900形
- 2000形

#### 南オーストラリア州
- 2000形
- 3000形・3100形

#### 西オーストラリア州
- ADKクラス
- プロスペクター
- Australind

#### タスマニア州
- タスマニア州立鉄道 DPクラス

#### インド
- Diesel railcars for Indian Railways[4]

### 電車

#### ニューサウスウェールズ州
- "Sputnik"
- U形（英語版）
- S形
- V形（英語版）
- w:Skitube Alpine Railway

#### ビクトリア州
- コメンジ (鉄道車両)（英語版）

### 客車

#### コモンウェルス鉄道
- 炭素鋼製客車
- ステンレス製客車

#### ニューサウスウェールズ州
- Nタイプ
- RUBタイプ
- ステンレス製客車
- XPT専用客車

#### クィーンズランド州
- 鋼製客車
- ステンレス製客車

#### アメリカ合衆国
- ロングアイランド鉄道 C1型客車 (コメンジは車体設計のみ担当し、車体は東急車輛製造によって製造された。)

### 路面電車

#### ニューサウスウェールズ州
- シドニートラムス R1形

#### ビクトリア州
- Zクラス
- Aクラス
- Bクラス

#### 香港
- 九広軽鉄Comeng電車